# Nesticella odonta
Nesticella odonta là một loài nhện trong họ Nesticidae.
Loài này thuộc chi Nesticella. Nesticella odonta được Jun Chen miêu tả năm 1984.